# Àhmad aix-Xarif as-Sanussí
El sàyyid Àhmad aix-Xarif ibn Muhàmmad as-Sanussí (àrab: أحمد الشريف بن محمد السنوسي, Aḥmad ax-Xarīf b. Muḥammad as-Sanūsī) (Jaghbub, 1873 - Medina, 10 de març de 1933) fou el tercer gran mestre de l'orde sanusiyya, net del fundador, el sàyyid Muhàmmad ibn Alí as-Sanussí i fill del sàyyid Muhàmmad aix-Xarif, gran mestre entre 1859 i 1895.

## Biografia
Fou educat pel seu pare i el seu oncle el sàyyid Muhàmmad al-Mahdí ibn Muhàmmad as-Sanussí i altres parents.
El 1902 va succeir al seu oncle que va morir al Borku (a Kuru, al modern Txad) on residia des de 1899. Amenaçat pel colonialisme francès es va retirar de Kuru a Kufra (1902), més remota. El 1910 va acceptar la instal·lació de l'autoritat directa otomana a la Cirenaica i Fezzan, ja que no tenia cap altre suport internacional.
El 1911 i 1912 els soldats otomans van lluitar contra els italians i van rebre el suport dels senusites; el xeic va emetre una fàtua declarant la guerra santa i encara després del tractat de pau de Lausana-Ouchy de 15 d'octubre de 1912, va mantenir la resistència amb suport encobert dels Joves Turcs que dominaven el govern otomà. Entre 1912 i 1915 va derrotar els italians algunes vegades i va rebre diversos honors del sultà. El 1915, quan Itàlia va entrar en la guerra al costat dels aliats, Muhàmmad al-Mahdí va ser nomenat nàïb otomà a Líbia pel sultà amb rang de visir i títol de paixà (6 d'agost de 1915) i fou abastit d'armament per alemanys i austríacs; el 22/23 de gener de 1916 va atacar als britànics a Egipte occidental però fou rebutjat i es va haver de retirar a Jaghbub amb 800 homes, des d'on va passar a la regió dels Sirtes, a Tripolitana; la influència del seu cosí, el futur rei Idrís I de Líbia, que el volia separar dels otomans, va créixer, i el 1917 Idrís fou encarregat d'iniciar converses de pau. El 1918 el sultà el va nomenar nàïb as-sultan per a tota l'Àfrica del nord, però la seva influència era ja petita i el 21 d'agost de 1918 va abandonar Líbia en un submarí alemany i es va dirigir a Istanbul. Perdut el lideratge polític, va conservar no obstant l'espiritual.
Va donar suport a Mustafà Kemal a Anatòlia contra el govern del sultà (1921). El 1922 va visitar el front del sud contra els francesos. El 1923 va tornar a Istanbul i va aspirar al califat, per al que tenia el suport del rei Ibn Saud del Najd i el Hijaz i de l'imam Yahya del Iemen, a més de Sad Zaghlul Pasha. El 1924 va anar a Damasc però els francesos no li van autoritzar restar-hi i va marxar al Hijaz. Va morir a Medina el 10 de març de 1933.